# Fricourt New Military Cemetery
Fricourt New Military Cemetery is een Britse militaire begraafplaats met gesneuvelden uit de Eerste Wereldoorlog, gelegen in de Franse gemeente Fricourt (departement Somme). De begraafplaats werd ontworpen door Arthur Hutton en ligt in het veld op 650 m ten noordwesten van de dorpskerk (Église Saint-Jean-Baptiste). Ze heeft een vierkantig grondplan met een oppervlakte van 1.235 m² en wordt omgeven door een bakstenen muur. Het terrein is vanaf de weg naar Ovillers-la-Boisselle bereikbaar via een pad van 380 m lang. Het Cross of Sacrifice staat  centraal bij de oostelijke muur opgesteld. De begraafplaats wordt onderhouden door de Commonwealth War Graves Commission. 
Er worden 210 doden herdacht waarvan er 26 niet meer geïdentificeerd kon worden.
Op het grondgebied van de gemeente liggen nog vijf andere Britse en één Duitse militaire begraafplaats: Fricourt British Cemetery, Point 110 Old Military Cemetery, Point 110 New Military Cemetery, Citadel New Military Cemetery, Peake Wood Cemetery en Deutscher Soldatenfriedhof Fricourt. 

## Geschiedenis
Fricourt lag tot 30 juni 1916 net binnen de Duitse frontlinie. Op 1 juli werd het door de 17th Division bestormd en ’s anderendaags door hen bezet. Als gevolg van het Duitse lenteoffensief kwam het dorp vanaf 25 maart 1918 tot 26 augustus 1918 terug in vijandelijke handen.
De begraafplaats werd na de verovering van Fricourt door het 10th West Yorkshire Regiment in juli 1916 aangelegd en bestaat eigenlijk uit vier grote gemeenschappelijke graven met leden uit dit regiment die allemaal sneuvelden op 1 juli 1916. Een tiental individuele graven dateren van september 1916.
Er liggen 208 Britten en 2 Nieuw-Zeelanders begraven.

## Graven

### Onderscheiden militairen
- John Watson Moody, sergeant bij het West Yorkshire Regiment (Prince of Wales's Own) ontving de Military Medal (MM).

### Minderjarige militair
- A. Barker, soldaat bij het East Yorkshire Regiment was 16 jaar oud toen hij op 1 juli 1916 sneuvelde.